# Friedrich Schiller
Johann Christoph Friedrich Schiller (1759–1805), từ 1802 là von Schiller, phiên âm Tiếng Việt là Si-le. Ông là một nhà thơ, nhà viết bi kịch và triết gia người Đức. Ông được xem như là nhà viết bi kịch có tầm quan trọng nhất cùng với Goethe, Wieland và Herder; là người đại diện quan trọng nhất của phong trào Văn học cổ điển Weimar. Ông được mệnh danh là "Shakespeare của văn học Đức". Các khúc ca ballad của ông thuộc vào trong số những bài thơ Đức được yêu thích nhất.

## Cuộc đời
Tên đầy đủ là Johann Christoph Friedrich Schiller (sile), sinh ngày 10 tháng 11 năm 1759 tại Marbach (Wurtemberg), con của một bác sĩ giải phẫu trong quân đội. Trong lúc đó, cha ông đang bận bịu với cuộc chiến tranh Bảy năm. Ông được đặt tên theo vua Phổ lúc đó là Friedrich II Đại đế; tuy nhiên, gần như tất cả mọi người gọi ông là Fritz.
Được giáo dục rất tốt cho nghề quân y hòng nối nghiệp cha, nhưng Schiller không thích. Ban đầu Schiller chỉ thích thần học và ôm mộng trở thành mục sư đạo Tin Lành, sau đến năm 17 tuổi (1776) người ta lại thấy ông dùng hết thời giờ để đọc Shakespeare, Voltaire, Rousseau, v.v… một mực lơ là việc học chính.
Dưới mắt bạn bè, Schiller như một người lập dị với những ý tưởng táo bạo, suy nghĩ rắc rối, cộng với chiều cao quá khổ (1m 90). Vậy rồi, không hiểu sao vẫn đậu được tốt nghiệp. Lúc ấy 20 tuổi, ông được bổ làm bác sĩ phụ trách giải phẫu trong quân đội.
Không tí hứng thú nào với nghề quân y, may sao Schiller vẫn được an ủi với mức lương không nhỏ, tha hồ lui ra lui vào các nhà thổ, sòng bạc … cùng với bọn nhà binh. Tại đây ông biết thêm được trò hút thuốc, uống rượu, chơi gái.
Thời gian này dù một đàng gắng gượng hoàn tất các nhiệm vụ, một đàng ngán ngẩm cảnh chơi bời, Schiller vẫn kín đáo nuôi mộng thành nhà văn của mình, rồi vở kịch đầu tay Lũ cướp (Les Brigand) cũng viết xong. Vở kịch được diễn trong quân đội vài lần, nhưng do tố cáo đả kích bọn quyền thế dữ quá, Schiller đã bị răn đe và cấm phát hành vở kịch trên.
Thế là Schiller có lý do để rời quân đội, cũng từ đó, phẫu thuật gia Schiller trở thành thi sĩ kiêm kịch tác gia Schiller.
Ban đầu nhà thơ chuyển đến Frankfurt với ý định sẽ sống tù túng nghèo khổ, như những nhà thơ đi trước. Nhưng khổ cực quá cũng khó mà làm thơ, ông liền ôm sách vở sang Mannheim, cho trình diễn thử vở kịch Lũ cướp. Và bất ngờ được đón nhận nhiệt liệt. Năm đó 21 tuổi, xem như Schiller đã bắt đầu nổi tiếng.
Bước một chân vào bục vinh quang, Schiller hứng khởi viết tiếp những vở kịch bất hủ, như là: Âm mưu của Fiesco ở Genua, Âm mưu và tình yêu, Don Carlos … Những vở này là bằng chứng cho thiên tài của Schiller, từ khi chúng được công diễn, tên tuổi của Schiller được ca ngợi rất mực, tiền trang trải chi tiêu của ông vì thế cũng kha khá. Đến năm 1784, kịch được diễn tại 2 thành phố lớn Leipzig và Dresden, Schiller trở nên rất nổi danh và giàu có.
Năm 1787, Schiller quay về Weimar và yêu ngay cô Charlotte von Kalb - đã có chồng và một con; Mối tình này tuy chẳng vào đâu nhưng cũng làm một cuộc cách mạng tư tưởng trong ông, khi nhận thấy rõ những thói hư tật xấu của mình và người đời. Ngoài ra lúc này ông còn quen và chơi thân với Goethe, người đang được xem là đỉnh cao của thi văn thế giới thời bấy giờ, Goethe rủ ông nghiên cứu thêm về sử học, triết học và luật học.
Tháng 5 năm 1789, ông được mời dạy Sử tại trường đại học Jéna. Thời gian này Schiller lần lượt cho ra đời những bi kịch hết sức giá trị: Wallenstein, Chiếc tất tay, Trinh nữ ở phố Orléans, Wilhelm Tell, Chiến đấu với Rồng, Lời Chuông … Lại thêm nhiều tập thơ, sách sử, sách nghiên cứu nghệ thuật rất được yêu mến.
Cũng trong năm này, mối tình lãng mạn thứ hai lại xảy đến với nhà văn, lần này ông yêu cả hai chị em Caroline (24 tuổi, đã có gia đình) và Charlotte (21 tuổi). Schiller tỏ tình cho cả hai người 1 lúc nhưng chỉ cưới được cô em chưa chồng, lễ cưới được tổ chức tháng 2 năm 1790, với sự góp mặt của Caroline. Thật ra dù được đám cưới, nhưng lòng Schiller vẫn không hết sức vui vẻ, vì tình cảm của ông dành cho cô chị có chồng nặng hơn với cô em. Tuy vậy Schiller vẫn có với Lotte (tên thân mật mà ông gọi Charlotte) 4 đứa con, chung sống 15 năm mới ly dị. Cuộc hôn nhân chưa mấy vẹn toàn này đã đem lại cho ông những ý tưởng mới và sự giải thoát tâm hồn, không phải bức rức vì những chuyện ái ân cản trở nữa.
Năm 1792, ông được cách mạng tư sản Pháp ban tặng danh hiệu "Công dân danh dự" vì những cống hiến bằng ngòi bút cho cuộc đấu tranh tư sản.
Vẫn còn viết mãi, đến ngày 9 tháng 5 năm 1805, do làm việc quá sức, Schiller bị sưng phổi và qua đời, hưởng thọ 45 tuổi. Mười lăm năm sau đó, Lotte (cô vợ cũ của Schiller) cho xuất bản tiểu sử của ông và trở nên có tiếng trong văn đàn Đức.

## Công nghiệp
Schiller được mệnh danh là "Shakespeare của văn học Đức", ngoài ra còn có các cách tôn vinh là: "nhà thơ triết học", "triết gia chính trị", "nhà thơ của tự do" … Để được gọi như vậy, Schiller đã phải chiến đấu rất nhiều trên văn đàn:

### Cải cách thơ Ballade
Schiller và Goethe có công lớn nâng thể thơ Ballade của Đức lên một tầm vóc nghệ thuật mới, sâu sắc và cao đẹp hơn.
Phong cách đó đã ảnh hưởng đi khắp châu Âu sau này

### Canh tân xã hội
Cùng với Goethe, Schiller được xem là người lãnh đạo phong trào "Sturm und Drang" (Bão táp và phấn khích), một phong trào nhằm giải thoát văn chương những niêm luật cũ kỹ của văn học cổ điển Pháp, chống lại chủ nghĩa duy lý của trào lưu Ánh sáng và những gò bó của xã hội.
Phong trào này xem con người là mục tiêu chính để khai thác nét đẹp; ngoài ra có thể tìm cảm hứng qua văn học dân gian, cảnh thiên nhiên.
"Sturm und Drang" kéo dài 20 năm từ 1770 tới 1790, đã canh tân cả nền văn chương và xã hội lúc bấy giờ.

### Ảnh hưởng tới các tầng lớp
Schiller là người đã đem kịch trường để nâng cao trình độ dân trí, óc thẩm mỹ và nhân sinh quan của dân chúng, cho người Đức có một tinh thần quốc gia mạnh mẽ. Quan niệm của ông là: sự "vĩ đại" của nước Đức không nằm trong "quyền lực chính trị", mà chính là ở "sức mạnh văn hóa".
Văn của ông được giới bình dân yêu thích hơn là giới trí thức, bởi ông rất mạnh tay khi đả kích các thói rởm đời, tính chất xấu xa của cả giới quý tộc lẫn trí thức. Ông truyền bá những tư tưởng tự do, dân quyền, khoan dung, khoan dung tôn giáo, khoan dung chính trị. Nhờ vậy, thơ, kịch của ông được giới bình dân thuộc nhiều và truyền tụng đi khắp.
Thomas Mann, nhà văn Đức đoạt giải nobel văn chương năm 1929, đã ca ngợi Schiller là "vị thần của nghệ thuật". Đại thi hào Goethe cũng đã hết mực khen người bạn kém mình 10 tuổi, như một người đưa lối ông đến với triết lý của Kant.
Nhưng bên cạnh đó, cũng có số ít người ghen ghét Schiller. Điển hình là nhà văn danh tiếng Christoph Martin Wieland, đã tỏ ra hết sức khó chịu trước sự say mê cuồng nhiệt của quần chúng ở Neckar với kịch Schiller.

### Chịu ảnh hưởng của Kant
Người ta nhận thấy Schiller chịu ảnh hưởng về ý thức và đạo đức trong triết học của Immanuel Kant, nhà duy tâm luận chủ trương thuyết hoài nghi và duy tâm chủ quan – cùng thời.
Trong quan niệm của Schiller, thế giới là một nơi "không có ai chỉ đơn thuần là một phương tiện, không có ai là nô lệ". Để thế giới này đạt tới cảnh giới đó thì không thể làm bằng bạo lực mà phải bằng giáo dục thẩm mỹ – đó là tư tưởng vĩ đại khiến cho hình tượng Schiller mãi mãi sống trong lòng thế hệ.

### Tình bạn với Goethe
Schiller quen Goethe năm 1785, đến năm 1790 tình cảm mới thật sự nở rộ. Goethe hơn Schiller 10 tuổi, nhưng không vì thế mà có khoảng cách giữa hai người.
Người ta đếm lại trong khoảng 10 năm bè bạn ngắn ngủi ấy (Schiller mất trước Goethe 20 năm), 2 người đã trao đổi hơn 1000 bức thư. Schiller gọi khoảng thời gian đó là "biến cố trọng đại nhất" trong đời mình.
Nhân dân Đức đã tạc tượng của hai người, cầm chung vòng nguyệt quế đứng trước nhà hát Deutsche National Theater tại Weimar, như một sự minh chứng và nối dài cho tình bạn vĩ đại giữa hai thi sĩ lớn nhất nước Đức.

## Tác phẩm tiêu biểu
Lũ cướp
Bi kịch đầu tay của Schiller, viết trong lúc Schiller còn là quân y sĩ, từng bị cấm đoán và răn đe nhiều lần. Moor – nhân vật chính của truyện đã được thể hiện bằng một ngôn ngữ đẹp, những dòng thơ trau chuốt. Tác phẩm là cả một bản án kết tội những bất công của xã hội lúc bấy giờ.
Âm mưu của Fiesco ở Genua
Viết năm 1783, câu chuyện về cuộc chiến ở một thành phố Ý vào thế kỷ 16, nhằm lật đổ chế độ quân chủ chuyên chế. Bên cạnh việc đả kích chế độ cũ, tác giả còn ngầm ca ngợi một chế độ xã hội tự do, công bằng, nhân đạo.
Trinh nữ ở thành phố Orléans
Bi kịch, công diễn năm 1801, phỏng theo chuyện nữ tướng Jeanne D’Arc giả trai, thống trị quân lính Pháp đánh đuổi bọn xâm lăng Anh. Tác giả gửi gắm lòng mong mỏi cho một xã hội không có phong kiến chia cắt, chiến tranh giành giật.
Người thợ lặn
Trường thi rất giá trị của Schiller, chê bai tính hiếu thắng vô lối của người đời – mà đại diện là một ông lính quèn giỏi lặn, vì ham cưới công chúa và ra oai trước nhà Vua, mà phải chìm luôn dưới vùng nước xoáy. Sáng tác năm 1797
Đàn hạc theo Ibycos
Trường thi, nội dung bình thường về một chuyện gieo gió, gặt bão, nhưng vẫn khiến người ta say mê. Tác phẩm này đã minh chứng cho nghệ thuật đặt câu thơ rất khéo léo, tài ba của Schiller. Ra đời cùng lúc với bài trên.

## Danh mục tác phẩm

### Kịch bản
- Die Räuber (The Robbers) (Những tên cướp) (1781)
- Kabale und Liebe (Intrigue and Love) (Âm mưu và ái tình) (1784)
- Don Carlos, Infant von Spanien (Don Carlos)(Đôn Ca-lốt) (1787)
- Wallenstein (1800) (translated from a manuscript copy into English as The Piccolomini and Death of Wallenstein by Coleridge in 1800)
- Die Jungfrau von Orleans (The Maid of Orleans) (Trinh nữ ở phố Orleans) (1801)
- Maria Stuart (Mary Stuart) (1801)
- Turandot (1802)
- Die Braut von Messina (Nàng dâu ở Messina) (1803)
- Wilhelm Tell (William Tell) (1804)
- Demetrius (chưa hoàn thành thì ông mất)

### Sách sử
- Geschichte des Abfalls der vereinigten Niederlande von der spanischen Regierung hoặc The Revolt of the Netherlands
- Geschichte des dreißigjährigen Krieges hoặc A History of the Thirty Years' War
- Über Völkerwanderung, Kreuzzüge und Mittelalter hoặc On the Barbarian Invasions, Crusaders and Middle Ages

### Dịch thuật
- Euripides, Iphigenia in Aulis
- William Shakespeare, Macbeth
- Jean Racine, Phèdre

### Văn xuôi
- Der Geisterseher hoặc The Ghost-Seer (unfinished novel, started in 1786 and published periodically, published as book in 1789)
- Über die ästhetische Erziehung des Menschen in einer Reihe von Briefen (On the Aesthetic Education of Man in a series of Letters), 1794

### Thơ, trường ca
- An die Freude hoặc Ode to Joy (1785) which became the basis for the fourth movement of Beethoven's ninth symphony
- The Artists
- The Cranes of Ibykus
- The Bell
- Columbus
- Hope
- Pegasus in Harness
- The Glove
- Nänie which Brahms set to music